# Prikrita harmonija
Prikrita harmonija je družbeni roman slovenske pisateljice in literarne zgodovinarke Katarine Marinčič. Roman kronološko povzema odnose med različnimi liki v zgodbi, v ospredju so predvsem povezave med opisanimi liki ter njihovo odzivanje na različne življenjske situacije, ki se dogajajo v pred obdobjem prve svetovne vojne, med vojno in po njej.

## Vsebina
Roman se prične aprila leta 1900, ko na Dunaju trgovec Franc Naglič in njegova žena Fani pričakujeta prvega otroka. Julija istega leta se jima rodi hčerka, Irma. Zaradi Frančevih trgovskih neuspehov se je družina primorana preseliti v Trst, ker pa se tam stanje ne izboljša, Franca, ki zaradi svojih dolgov načrtuje pot v Ameriko, povabi njegova polsestra, Julija Klebl, na svoje posestvo na Dolenjskem. Nagličeva polsestra predtem tudi reši dolg do banke in zavarovalnice svojega brata, potem ko prihiti v Trst iz Dunaja, ki ga je obiskala skupaj z očetovim odvetnikom Franom Ksaverijem Bezlajem ter njegovo sestro Antonijo. Nagličevi se najprej odpravijo v Ljubljano , nato pa se preselijo na Julijino posestvo, kjer Naglič postane »gospod«, Fani pa »žena od gospoda«, hčerko Irmo usmerijo v izobraževanje, Ksaverij Bezlaj pa vodi poslovne knjige. Vmesna prva svetovna vojna na dogajanje nima veliko vpliva. Leta 1922 povabita Bezlajeva svojega nečaka Karla Lipnika in njegovega prijatelja, Dragotina Hamana, ki je živel v podnajemniški sobi pri Lipnikovih, na obisk  na Dolenjsko, na katerim naj bi se fant usmeril v kakšen poklic. Med obiskom se Karol navduši nad klavirjem gospodične Kleblove, Dragotin pa ves čas pripoveduje svojim gostiteljem o svojem preteklem življenju, knjiga pa se pogosto vrne v preteklost tudi tedaj, ko Haman o teh dogodkih samo premišljuje. Sobivanje med liki v romanu poteka v dokaj mirnem vzdušju, navkljub raznolikosti značajev in preteklosti vseh sobivajočih, vse do trenutka, ko v ospredje stopi ljubezen med nekaterimi liki. Razkritje ljubezni med nekaterimi liki povzroči odhod s posestva, spor v družini, izdajo, spor ter pobeg z  posestva, zaključi pa se povsem drugačnem slogu, kot ga prej izraža knjiga.   
Roman je pisan v kronološkem zaporedju, z nekaj vmesnimi povratki v preteklost, ki so prisotni predvsem pri razmišljanju katerega izmed likov. Zaradi razmeroma harmoničnega vzdušja, ki je prisotno v knjigi, pa je vsebina dokaj nezapletena, primerna za lahkotno branje. Roman je priporočljiv v branje vsakomur, še posebej pa bralcem, ki jih zanimajo odnosi med ljudmi v preteklosti, meščansko življenje, pri branju pa lahko bralec primerja tedanje doživljanjem vsakdanjega življenja ter odnosov z današnjim pogledom.

## Zbirka
Roman je v izvirniku izšel leta 2001 pri Založbi Mladinska knjiga, v zbirki Nova slovenska knjiga. Leta 2002 je knjiga doživela ponatis pri isti zbirki.

## Ocene in nagrade
Roman Prikrita Harmonija je bil leta 2002 nagrajen z nagrado Kresnik, ki jo podeljuje časnik Delo (časopis).

## Izdaje in prevodi
1. Prva izdaja (2001 - Mladinska knjiga) (COBISS)
2. Druga izdaja (2002 - Mladinska knjiga) (COBISS)
3. Prevod v nemški jezik (2008 - Kitab) (COBISS)